# Zogistengroet

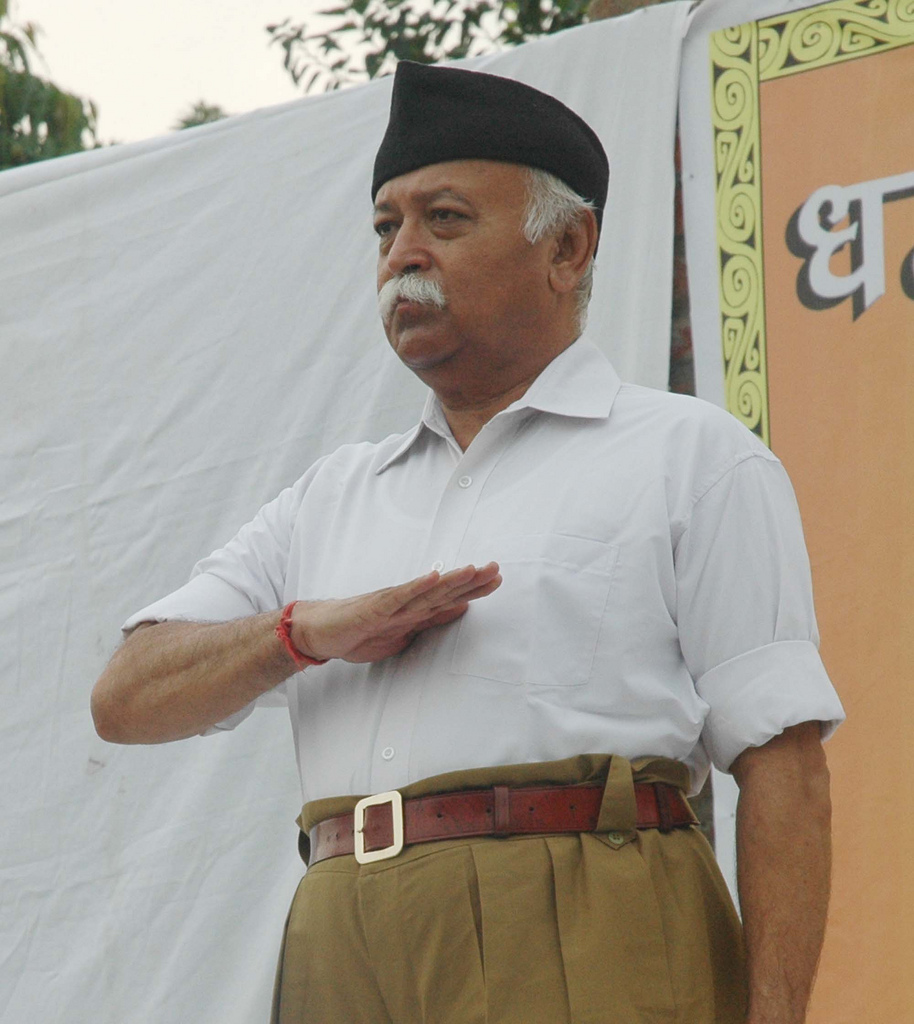
Dr. mohan rao Bhagwat brengt de Sangh pranaam.

De zogistengroet is een groet die door Albanese koning Zog I tijdens zijn regering werd geïntroduceerd als eigen variant op de fascistengroet, die in de jaren 30 in Italië (fascistische groet), Duitsland (Hitlergroet) en Roemenië werd gebracht. De zogistengroet bestaat uit het horizontaal plaatsen van de uitgestrekte hand ter hoogte van het middenrif. De rug van de hand houdt men boven.
De niet aan Zog verbonden Indiase Rashtriya Swayamsevak Sangh, een bond voor sociale rechtvaardigheid, gebruikt hetzelfde gebaar als groet, men noemt deze groet de Sangh pranaam. Ook in Zuid-Amerika brengt men wel een op de zogistengroet gelijkende groet.